# Portræt af Otto Marstrands to døtre og deres vestindiske barnepige, Justina, i Frederiksberg Have
Portræt af Otto Marstrands to døtre og deres vestindiske barnepige, Justina, i Frederiksberg Have (tidligere En Negerpige med to Børn) er et maleri af Wilhelm Marstrand fra 1857. Det er et for den tid usædvanligt maleri med en sort kvinde som billedets centrale element. Maleriet blev i 2017 kendt efter at det havde været på auktion og opkøbt af Statens Museum for Kunst. 

## Beskrivelse
Maleriet viser i forgrunden to børn med deres barnepige i Frederiksberg Have. Barnepigen er den sorte vestindiske kvinde Justina og de to børn er Emily Ottilie (1848–1933) og Annie Lætitia (1850–1933), begge døtre af Otto Marstrand, der var bror til Wilhelm Marstrand.

## Udstillingshistorie
Maleriet var udstillet på Charlottenborg i 1859, hvor det bar titlen En Negerpige med to Børn. Det var udstillet samme sted igen omtrent 40 år senere til Kunstforeningens Marstrandudstilling i 1898. Her blev det angivet at maleriet tilhørte "Emily O. Güllich, f. Marstrand". Det var planlagt at maleriet skulle udstilles på udstillingen Ufortalte historier i 2017.
Efter at Statens Museum for Kunst den 29. juni 2017 erhvervede maleriet er det normalt udstillet i deres sal 219.